# Нефедьево (Старорусский район)
Нефедьево — деревня в Старорусском муниципальном районе Новгородской области, с весны 2010 года относится к Великосельскому сельскому поселению.
Деревня расположена на правом берегу реки Холынья, в километре к востоку от деревни Косорово. Деревня находится на Приильменской низменности на высоте 40 м над уровнем моря.

## Население
| 2010 | 2011 | 2012 | 2013 |
| ---- | ---- | ---- | ---- |
| 0    | →0   | →0   | →0   |

## История
До весны 2010 года входила в ныне упразднённое Большеборское сельское поселение.

## Транспорт
Через деревню проходит автодорога из д. Большие Боры в д. Святогорша. Ближайшая железнодорожная станция расположена в Тулебле.